# Incidenza fiscale
In economia, l'incidenza fiscale è l'analisi degli effetti di una tassa particolare sulla distribuzione del benessere economico. L'incidenza fiscale è detto "che cade" sul gruppo che, alla fine della giornata, sopporta effettivamente l'onere dell'imposta. Il concetto chiave è che l'incidenza fiscale o onere fiscale non dipende da dove provengono le entrate fiscali, ma l'elasticità al prezzo della domanda e l'elasticità di prezzo della fornitura. Ad esempio, una tassa sugli agricoltori di mele potrebbe in realtà essere pagata dai proprietari dei terreni agricoli o dai consumatori di mele.
La teoria dell'incidenza fiscale ha un certo numero di risultati concreti. Per esempio, negli Stati Uniti, le imposte sui salari e la sicurezza sociale sono pagati per metà dal lavoratore e per metà dal datore di lavoro. Tuttavia, gli economisti ritengono che sul lavoratore pesa quasi tutto l'onere della tassa in quanto il datore di lavoro passa l'imposta sul primo sotto forma di salari più bassi.